# Graboszewo (powiat wągrowiecki)
Graboszewo – wieś pałucka w Polsce położona w województwie wielkopolskim, w powiecie wągrowieckim, w gminie Wapno.
W latach 1975–1998 miejscowość należała administracyjnie do województwa pilskiego, a do 1948 r. do powiatu żnińskiego.